# ファビアン・ヒュルツェラー
ファビアン・ヒュルツェラー（Fabian Hürzeler, 1993年2月26日 - ）は、アメリカ合衆国・テキサス州ヒューストン出身の元サッカー選手、現サッカー指導者。現役時代のポジションはミッドフィールダー。現在はプレミアリーグ・ブライトン・アンド・ホーヴ・アルビオンFC監督。プレミアリーグで史上最年少監督(2024年6月15日現在)

## 来歴

### 現役時代
FCバイエルン・ミュンヘンの下部組織出身。トップチーム昇格はできず、TSG1899ホッフェンハイムのセカンドチームに移籍し、その後はTSV1860ミュンヘンのセカンドチーム、FCピピンスリード、アイムスビュッテラTVでプレーし、2022年12月に現役を引退した。

### 指導者時代
FCピピンスリートでは選手兼監督を務め、U-20ドイツ代表、U-18ドイツ代表では現役時代にアシスタントコーチも経験していた。 

#### FCザンクトパウリ
2022年12月6日、FCザンクトパウリの暫定監督に就任し、12月23日に正式に監督に就任した。 
2023-24シーズンのブンデスリーガ2を優勝し、1部昇格を果たした。

#### ブライトン・アンド・ホーヴ・アルビオンFC
2024年6月15日、プレミアリーグに所属するブライトン・アンド・ホーヴ・アルビオンFCの監督に就任することが発表された。契約期間は2027年6月30日までの3年間と伝えられている。なお、プレミアリーグ史上最年少監督(31歳)となった。

## 監督成績
| シーズン | チーム           | 所属リーグ | リーグ | リーグ | リーグ | リーグ | リーグ | カップ杯 | カップ杯 |
| シーズン | チーム           | 所属リーグ | 試合数 | 順位   | 勝     | 分     | 敗     | リーグ杯 | 国王杯   |
| -------- | ---------------- | ---------- | ------ | ------ | ------ | ------ | ------ | -------- | -------- |
| 2022-23  | FCザンクトパウリ | 2          |        |        |        |        |        |          |          |
| 2023-24  | FCザンクトパウリ | 2          |        |        |        |        |        |          |          |

| シーズン | チーム     | 所属リーグ | リーグ戦 | リーグ戦 | リーグ戦 | リーグ戦 | リーグ戦 | カップ戦 | カップ戦 |
| シーズン | チーム     | 所属リーグ | 試合数   | 順位     | 勝       | 分       | 敗       | リーグ杯 | 国王杯   |
| -------- | ---------- | ---------- | -------- | -------- | -------- | -------- | -------- | -------- | -------- |
| 2024-25  | ブライトン | 1          |          |          |          |          |          |          |          |

## タイトル

### 指導者時代
FCザンクトパウリ
- 2.ブンデスリーガ : 1回(2023-24)